# Rhyparochromus pini

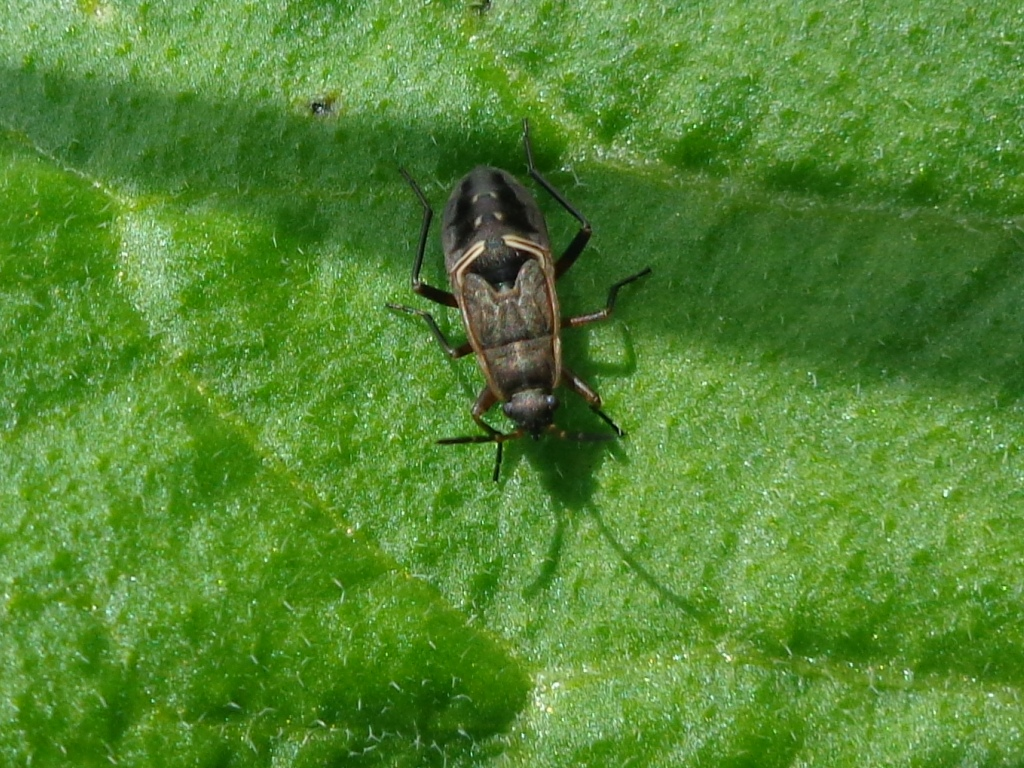
Nymphe von Rhyparochromus pini

Rhyparochromus pini ist eine Wanze aus der Familie der Rhyparochromidae.

## Merkmale
Die Wanzen werden 6,8 bis 8,1 Millimeter lang. Sie haben einen langgestreckten Körper mit langen Beinen und einer dunklen Flügelmembrane. Die Art sieht Rhyparochromus vulgaris sehr ähnlich, ist im Allgemeinen aber dunkler gefärbt und trägt an den Seiten des Pronotums keinen weißen, dreieckigen Fleck.

## Verbreitung und Lebensraum
Die Art ist in ganz Europa mit Ausnahme des Nordens verbreitet. Im Osten erstreckt sich das Verbreitungsgebiet über Sibirien und Zentralasien bis nach China. Die Art ist in Mitteleuropa weit verbreitet und nicht selten. Stellenweise kann sie sogar häufig sein. In Norddeutschland und in den höheren Lagen der Mittelgebirge ist sie die häufigste oder überhaupt die einzige Art ihrer Gattung. Im Norden findet man sie weniger auf Kalk- und mehr auf Sandböden. Sie kommt aber auch in feuchteren moorigen Lebensräumen vor. In den Alpen steigt die Art bis etwa 2000 Meter Seehöhe. Die Art besiedelt wie auch Rhyparochromus vulgaris verschiedene offene bis halbschattige Lebensräume, hat aber mehr Wärmeansprüche. Sie ist auch stärker an Nadelbäume gebunden.

## Lebensweise
Wie häufig bei der Gattung Rhyparochromus findet man überwinternde Imagines häufig in großen Aggregationen unter loser Rinde und in Spalten in Totholz. Bereits im Februar und März findet man aktive Imagines.

## Belege